# Líbano nos Jogos Olímpicos de Verão de 1960
O Líbano competiu nos Jogos Olímpicos de Verão de 1960 em Roma, Itália. O país retornou às Olimpíadas após boicotar os Jogos Olímpicos de Verão de 1956 por conta do envolvimento britânico e francês na Guerra do Suez. 19 competidores, todos homens, participaram de 15 eventos em 6 esportes.

## Esgrima
Quatro esgrimistas representaram o Líbano em 1960.
Espada masculino
- Ibrahim Osman
- Michel Saykali
- Mohamed Ramadan

Espada por equipes masculino
- Ibrahim Osman, Mohamed Ramadan, Michel Saykali, Hassan El-Said